# Syndrome hépato-pulmonaire
 (décembre 2014).
 (février 2019).
 Mise en garde médicale
Le syndrome hépato-pulmonaire se rencontre chez certains patients atteints de pathologies hépatiques aiguës ou, plus souvent, chronique. Il est caractérisé notamment par une vasodilatation intra-pulmonaire dont le mécanisme est peu compris. Il se manifeste fréquemment par une dyspnée et plus particulièrement une platypnée et orthodéoxie.
Une dyspnée chez une personne ayant une pathologie hépatique est toutefois souvent à chercher ailleurs. La dyspnée peut être due à une pathologie cardio-respiratoire sans lien avec le problème hépatique et aussi à une complication secondaire à l'atteinte hépatique (ascite, épanchement pleuraux...).